# 't Binnenhuis

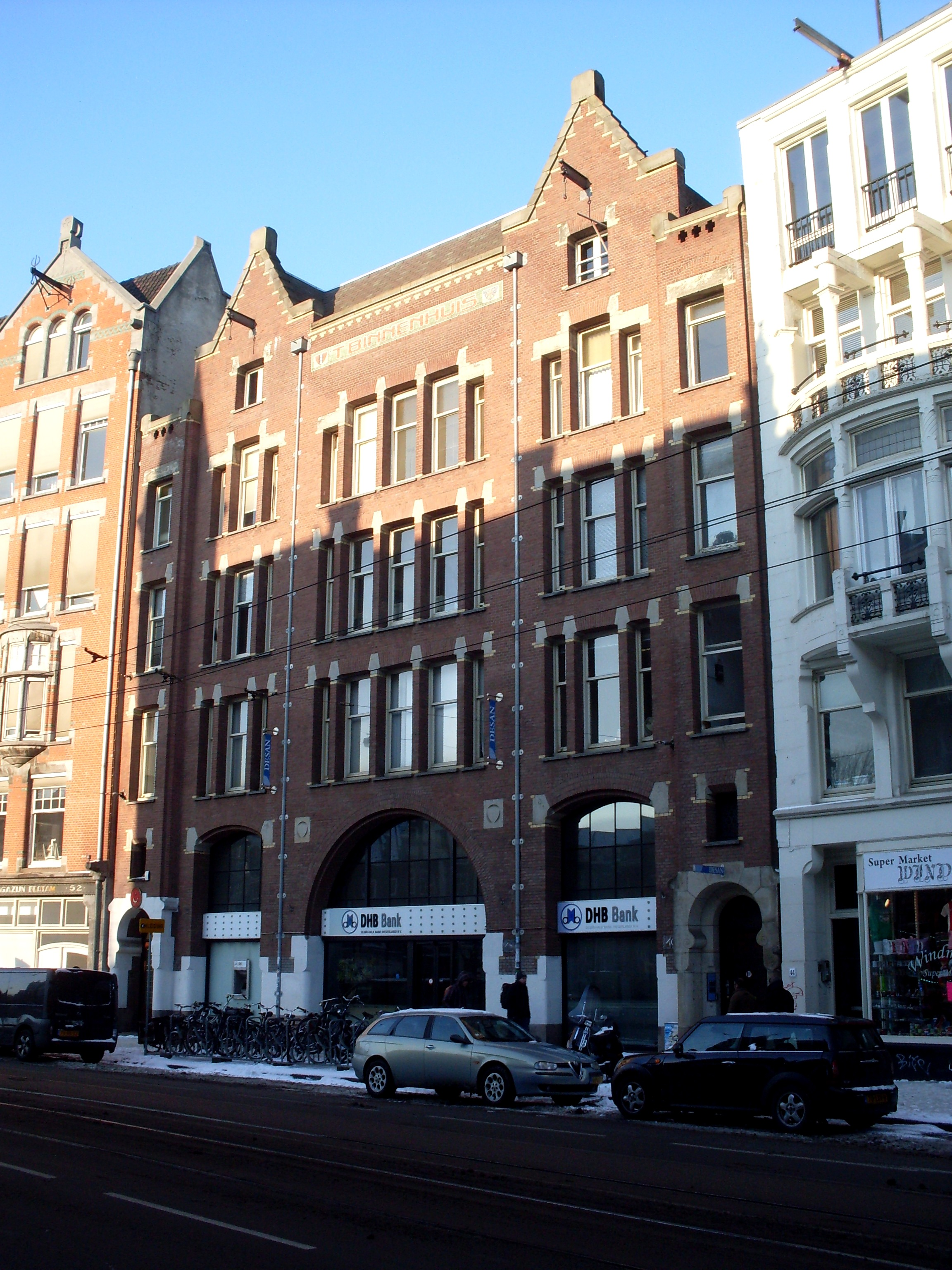
't Binnenhuis, vestiging Raadhuisstraat 46, Amsterdam

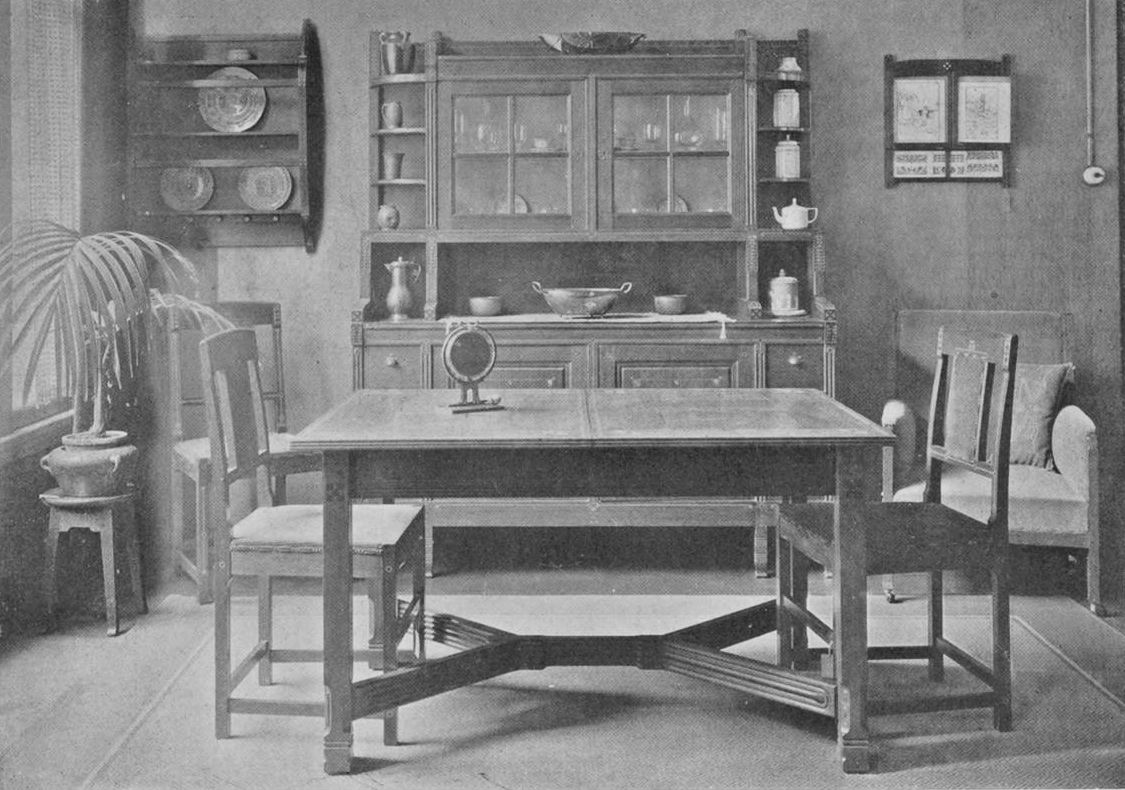
Eikenhouten eetkamerameublement (1908), ontworpen door Klaas van Leeuwen en uitgevoerd door 't Binnenhuis.

Het Amsterdamse Atelier voor Woninginrichting, 't Binnenhuis was een verkooplokaal voor kunstnijverheid in Amsterdam. Het werd in 1900 opgericht door architect H.P. Berlage, zilversmid Willem Hoeker en meubelontwerper Jac. van den Bosch. Berlage werd directeur van de onderneming.

## Oprichting
De opening van ‘t Binnenhuis was aan het Rokin waar een pand werd betrokken. Tijdens deze opening werd er werk getoond van Berlage en Van den Bosch maar ook van architecten als De Bazel en Cuypers en de beeldhouwer Mendes da Costa. Ook was er divers nijverheidswerk te zien van ontwerpers van stoffen (batik), glaswerk en metaalbewerkers. Het getoonde werk was te koop maar ook konden bezoekers een opdracht doen om voorwerpen en meubilair te laten vervaardigen.

## Doelstelling
Een belangrijke doelstelling was om goed ontworpen en betaalbare gebruiksvoorwerpen ten toon te stellen en op de markt te brengen. Dit is uiteindelijk niet gelukt; de producten waren te duur voor het gewone publiek. Een andere doelstelling was om een verkooplokaal te creëren voor Amsterdamse kunstenaars. Dit is evenmin gelukt. De groep van deelnemende kunstenaars beperkte zich tot: H.P. Berlage, Jac. van den Bosch, Chris van der Hoef en Jan Eisenloeffel. Incidenteel is ook werk van andere kunstenaars verkocht, zoals van Gerrit de Blanken en Lambertus Zwiers. Ook Saar de Swart en Emilie van Kerckhoff verbonden zich als artistiek medewerkers aan 't Binnenhuis, maar 1901 verlieten zij samen met enkele andere kunstenaars uit onvrede dit kunstatelier.

## Vestiging
Het bedrijf had lange tijd een vestiging aan de Raadhuisstraat in Amsterdam, op nummer 46-50. Het pand werd tussen 1904 en 1907 in opdracht van N.V. 't Binnenhuis gebouwd en is van buiten grotendeels in oorspronkelijke staat. Tussen de twee tuitgevels in de top van de middenpartij is nog een groen tegeltableau zichtbaar met daarop in rode letters 'T BINNENHUIS. Op de begane grond is tegenwoordig een modezaak gevestigd, op de verdiepingen daarboven een onderzoekbureau. Op de bovenverdiepingen zijn vele originele details bewaard gebleven.

## Ontwikkeling binnenhuisarchitectuur
’t Binnenhuis werd van belang als aanjager en verspreider van de Nederlandse versie van Art Nouveau/Jugendstil - de Nieuwe Kunst. Volgens Berlage en Van den Bosch was het belangrijk om integraal te gaan kijken naar een goede complete binnenshuisarchitectuur waarin alle elementen op elkaar waren afgestemd van lambrisering tot meubilair tot servies en glaswerk. Berlage vond dat dit zeer te wensen overliet "Bekijken we het binnenste van onze woningen, dan is het toch eigenlijk tuig, wat wij huisraad noemen. Geen stoel, geen tafel, geen kopje zelfs, dat ook maar eenigszins bevredigt." De meeste interieurs in die tijd waren volgezet en donker met veel gordijnen franje en draperieën zonder samenhang.
De meubels en gebruiksvoorwerpen om tot een goede samenhangende inrichting te komen moesten daarom functioneel zijn, goed ontworpen én van een goede kwaliteit. De decoratie was ook functioneel en benadrukte de functie. Deze hoge eisen die de oprichters hadden gesteld zorgden er echter ook voor dat er een spanningsveld ontstond tussen het ideaalbeeld en de realiteit. Veel van de producten werden hierdoor eenvoudig te duur voor veel mensen en er ontstonden financiële problemen en ook spanningen tussen de oprichters.

## Verhuizing en einde
’t Binnenhuis verhuisde in 1907 naar een groter en nieuw pand aan de Raadhuisstraat 46-50. Onder de daklijst kwam een tegelplateau met de naam van de ondernemer. Die financier van het nieuwe pand werd de rijke belegger en directeur van de Nationale Nederlanden Carel Henny die tevens klant was van Berlage. Deze had voor hem een huis met compleet interieur ontworpen. Van Den Bosch werd in dat jaar mededirecteur en zou uiteindelijk de enige directeur blijven. Willem Hoeker stapte op als medevennoot na een ruzie. De betrokkenheid van Berlage bij de onderneming werd steeds minder. Er waren problemen met het kunnen uitvoeren van grote opdrachten voor interieurs via 't Binnenhuis en zijn naam als architect en ontwerper was vooral nadat hij Beurs van Amsterdam had voltooid enorm gegroeid zodat hij veel grote klanten verwierf. Dat leidde er toe dat hij steeds vaker zijn toevlucht nam tot het laten uitvoeren van opdrachten voor binnenhuisarchtectuur buiten 't Binnenhuis om en veel van zijn werk liet doen door de meubelfabrikant J.B. Hillen die een veel grotere meubelwerkplaats had dan 't Binnenhuis. Van den Bosch nam hem dat kwalijk te meer daar de meer commerciële insteek van Berlage die vooral zijn clientèle verwierf onder de welgestelden niet strookte met de sociale uitgangspunten waar 't Binnenhuis mee was opgericht. Toen in 1913 Berlage voor een nieuwe grote klant, de familie Kröller-Müller ging werken en voor hen het jachtslot Sint Hubertus ging bouwen en inrichten raakte de samenwerking tussen Van de Bosch en Berlage blijvend verstoord. Van den Bosch werd de enige directeur en hoofdontwerper van ’t Binnenhuis. Uiteindelijk zou hij ook het grootste deel van de geleverde producten op zijn naam krijgen - 2243 opdrachtnummers terwijl Berlage 371 opdrachten deed. Alle andere deelnemers aan 't Binnenhuis leverden per persoon minder dan 70 opdrachtnummers. Begin jaren twintig sloeg de recessie toe. Rijke klanten bleven weg en bestellingen bleven uit. In 1922 moest de onderneming het pand aan de Raadhuisstraat vaarwel zeggen en na enkele verhuizingen werd het bedrijf in 1929 stopgezet.

## Gebruikte bronnen
- Vereniging Vrienden Nieuwe Kunst 1900, https://www.vvnk.nl/
- Marjan Boot (1976), Klandizie van ’t Binnenhuis, https://www.designhistory.nl/2016/klandizie-van-t-binnenhuis/
- Max Put (2020), Art Nouveau in Amsterdam, 1895-1910